# Illa Coburg
L'illa Coburg (en anglès Coburg Island; en Inuktitut: Nirjutiqavvik) és una illa deshabitada de Qikiqtaaluk, al territori autònom de Nunavut, Canadà. Forma part de les Illes de la Reina Elisabet, a l'Arxipèlag Àrtic Canadenc, i es troba a la badia de Baffin, a l'entrada de l'estret de Jones. Ellesmere es troba al nord, mentre l'illa Devon es troba al sud.
L'illa es caracteritza pels penya-segats, costes rocoses i tundra. La balena de Groenlàndia, el narval, l'os polar, la foca, la morsa i la balena blanca freqüenten la zona.
L'illa té una superfície de 344 km² i un perímetres de 138 quilòmetres. Té una llargada màxima de 38 quilòmetres i una amplada d'entre 6 i 23 quilòmetres. La seva altura màxima és de 823 metres. El 65% de l'illa està coberta per glaceres.